# Aeroporto de Acobo
Aeroporto de Acobo é um aeroporto localizado na cidade de Acobo, no estado de Juncáli, Sudão do Sul.